# Arthez-d’Armagnac
Arthez-d’Armagnac – miejscowość i gmina we Francji, w regionie Nowa Akwitania, w departamencie Landy.
Według danych na rok 1990 gminę zamieszkiwały 93 osoby, a gęstość zaludnienia wynosiła 8 osób/km² (wśród 2290 gmin Akwitanii Arthez-d’Armagnac plasuje się na 1083. miejscu pod względem liczby ludności, natomiast pod względem powierzchni na miejscu 956.).